# Коронов, Игорь Петрович
И́горь Петро́вич Коро́нов (6 апреля 1986; Брежнев) — российский футболист, полузащитник. Мастер спорта России (2016).

## Клубная карьера
Воспитанник клуба «КАМАЗ» (тренер Анатолий Кулагин). В 2002 году играл в составе команды игроков 1986 года рождения, дошедшей до финала первенства России, где она уступила ЦСКА (1:3). В 2004—2005 годах играл за «КАМАЗ-2», в первенстве России среди ЛФК забил 10 мячей. С 2006 по 2009 годы отправлялся в аренду в клубы второго дивизиона: нижнекамский «Нефтехимик», альметьевский «Алнас» и учалинский «Горняк». Только с начала 2010 года стал выступать за «КАМАЗ». В первый сезон в первом дивизионе был признан лучшим игроком «КАМАЗа». Во втором сезоне стал лучшим бомбардиром клуба, забив 12 мячей (10 из которых — с пенальти). Летом 2012 года после выхода «КАМАЗа» из состава Футбольной национальной лиги был на просмотре в «Мордовии», но клубу не подошёл. С лета 2012 года до конца 2013 года играл в клубе ФНЛ «Спартак-Нальчик». В январе 2014 года был на просмотре в «Анжи», также ранее входил в сферу интересов «Анжи» и казанского «Рубина». С весны 2014 года по лето 2018 года являлся игроком клуба «Оренбург», с которым вышел в Премьер-лигу, где сыграл в 17 матчах. В сезоне-2018/19 сначала выступал за клуб ФНЛ «Тюмень», заключив контракт на один год, однако доигрывал сезон в родном городе, играя за «КАМАЗ» в Первенстве ПФЛ.

## Карьера в сборной
Вызывался во вторую сборную России. Вышел на замену в матче против сборной Литвы, проходившем 11 ноября 2011 года в Грозном на «Ахмат-Арене».

## Достижения
«Оренбург»
- Полуфиналист Кубка России: 2014/15.
- Победитель Первенства ФНЛ: 2015/16.
- Обладатель Кубка ФНЛ: 2016.

«Спартак-Нальчик»
- Бронзовый призёр Первенства ФНЛ и участник стыковых матчей ФНЛ — РФПЛ: 2012/13

«КАМАЗ»
- Серебряный призёр Первенства ПФЛ: 2018/19 (группа «Урал-Приволжье»)